# هاينز شميت
هاينز شميت (بالألمانية: Heinz Schmidt)‏ هو طيار بطل ألماني، ولد في 20 أبريل 1920 في باد هومبورغ في ألمانيا، وتوفي في 5 سبتمبر 1943 بسبب قتل في المعركة.